# Колоннада Сан-Лоренцо
Колоннада Сан-Лоренцо (итал. Colonne di San Lorenzo) — колоннада из древнеримских колонн, расположенная перед фасадом базилики Сан-Лоренцо в Милане, Ломбардия, Италия. Один из немногочисленных античных памятников Милана.

## История
Колоннада была сооружена в IV веке н. э. как часть ансамбля (квадропортик) базилики Сан-Лоренцо — из колонн, заимствованных у здания II н. э., предположительно, языческого храма или общественной бани.
До 1935 года пространство между церковью и колоннами было полностью занято старинной жилой застройкой. После сноса этих домов образовалась существующая площадь, на которой в 1937 году установили бронзовую статую императора Константина, копию античной мраморной статуи, хранящейся в Риме.

## Описание
Колоннада состоит из 16 мраморных колонн высотой 7,3 метра, увенчанных капителями коринфского ордера высотой около 1,1 м. Мрамор добыт в Муссо. Капители немного различаются по высоте — возможно, они заимствованы у разных античных построек. Колоннада перекрыта фрагментированным мраморным архитравом, над которым проходит кирпичная перемычка. Расстояние между двумя центральными колоннами шире других интервалов, этот центральный пролёт венчает кирпичная арка.